# Verő József (kohómérnök)
Verő József (Sopron, 1904. január 26. – Budapest, 1985. május 21.) kohómérnök, egyetemi tanár, tanszékvezető, kutatóintézeti igazgató, az MTA tagja, a fémtan egyik megteremtője.

## Életpályája
Apja Szegedről Sopronba származott kékfestő volt, anyja Rusztról, szőlőművelő kisbirtokos családból származott. Verő József, családja szűkös anyagi helyzete miatt lett kohómérnök, eredetileg a kémia iránt érdeklődött. Kitűnő minősítésű vaskohómérnöki diplomáját 1926-ban szerezte meg a soproni Bánya-, Kohó- és Erdőmérnöki Főiskola Kohómérnöki Karán, ahol rögtön tanársegédi állást is kapott.
1927-től a berlini Charlottenburgi Technische Hochschulén metallográfiai és anyagvizsgálati tanulmányokat folytatott. Hazatérve ezeket a tantárgyakat oktatta, egyúttal komoly kutatómunkába fogott: a bronzok egyensúlyi diagramjaival kezdett foglalkozni. Amikor a főiskola 1934-ben egyetemi rangra emelkedett (a budapesti József Nádor Műegyetem soproni karaként), ő lett az első hazánkban avatott kohómérnök doktor. Disszertációjában a mangánnal ötvözött bronzokkal foglalkozott. Ekkor kezdett neves külföldi folyóiratokban is publikálni.
„1934-ben változtattam tématerületemen – írta Verő József – és a kristályosodás kísérőjelenségeivel kezdtem foglalkozni. Első ilyen tárgyú munkám 1935-ben jelent meg. … A cikk az alumínium ötvözeteinek melegtörékenységével foglalkozott. Ami egészen új volt benne: megtaláltam módját, hogy a melegtörékenység mértékét számszerűen kifejezzem.” Dolgozatának megjelenése élénk visszhangot váltott ki, számosan hivatkoznak munkájára. Kritikai észrevételek is megjelennek, továbbfejlesztik elgondolását, de végül is a korszerűbb eszközökkel végzett vizsgálatok megerősítették megállapításait. Munkásságának következő nagyobb témaköre az öntött állapotú acélok szövetének kvantitatív és kvalitatív fémtani vizsgálata volt. 1937-ben az angol Iron és Steel Institute alapítványától 100 angol font ösztöndíjat kapott e munka támogatására.
1943-ban a Fémtechnológiai Tanszék egyetemi tanárává nevezték ki, 1947-ben, mindössze 43 évesen, egyetemi nyilvános rendes tanári kinevezést kapott. Ugyanekkor lett a Magyar Tudományos Akadémia levelező, majd 1949-ben rendes tagja.
1949-ben, a miskolci Nehézipari Műszaki Egyetem megalapításakor, a soproni Kohómérnöki Kar is Miskolcra költözött. Az átmeneti időszakban a Sopronban maradt kar dékánja volt. 1952-ben ő is átköltözött Miskolcra, ahol a Metallográfiai Tanszék vezetője lett. Ezt a tisztségét 1968-ig töltötte be. Olyan kutató volt, akinek szívéhez legközelebb – a tudományos munka mellett – az oktatás állt. Tevékenyen részt vett a tudományos utánpótlás képzésének felelősségteljes munkájában, energiájából még arra is jutott, hogy a szakmai nyelvvel és a szakma történelmével is foglalkozzék.
Tanszékvezető professzori tevékenysége mellett 1952 és 1974 között a Vasipari Kutató Intézet igazgatója is volt, 1968-tól főállásban. Elnöke volt az MTA Kohászati Bizottságának, tagja az Állami Díj és Kossuth-díj Bizottságnak, alelnöke volt az Országos Magyar Bányászati és Kohászati Egyesületnek.
Szakkönyveinek száma a húszat is meghaladja, és alapjában véve négy témakörbe illeszthetők: a fémek és ötvözetek egyensúlyának tanába, a fémek és ötvöztek tulajdonságai, továbbá a vasalapú ötvözetek felépítésének, szerkezetének és tulajdonságainak ismeretanyagába és végül a vizsgálati módszerek témakörébe.

## Könyvei
- Metallográfia. Sopron, 1942.
- Az ötvözetek. A kémia és vívmányai, II. kötet, Budapest, 1940.23.
- Vas- és fémipari anyagvizsgálat. Budapest, 1951.
- Általános metallográfia. Akadémiai Kiadó, Budapest, I. kötet, 1953., II. kötet, 1956.
- Az ipari vasötvözetek metallográfiája. Akadémiai Kiadó, Budapest, I. kötet, 1960., II. kötet 1964.
- Vasötvözetek fémtana. Társszerző: Káldor Mihály, Műszaki Könyvkiadó, Budapest, 1966.
- Fémtan. Tankönyv, Budapest, 1969.
- Az alumíniumnak és ötvözeteinek olvasztása, öntése. Alumínium Kézikönyv, Budapest, 1949.
- Az alumíniumötvözetek metallográfiája. Alumínium Kézikönyv, Budapest, 1949. 125-155 p.
- A színesfémek olvasztásának és öntésének metallográfiai vonatkozásai. Színesfém Kézikönyv, Budapest, 1952. 178-203 p.
- A színesfémek képlékeny alakításának metallográfiai vonatkozásai. Színesfém Kézikönyv, Budapest, 1952. 284-304 p.

## Elismerései
- Kossuth-díj ezüst fokozata (1949 és 1958)
- Magyar Népköztársasági Érdemrend V. fokozata
- Munka Érdemrend
- Munka Érdemrend arany fokozata
- egyéb szakmai kitüntetések